# ويل نورمان
ويل نورمان (بالإنجليزية: Will Norman)‏ هو لاعب كرة قدم أمريكية أمريكي، ولد في 22 سبتمبر 1903 في برادوك ‏ في الولايات المتحدة، وتوفي في 1 يوليو 1964.

## وصلات خارجية
- ويل نورمان على موقع مرجع كرة القدم المحترفة.كوم (الإنجليزية)